# Deutscher Berufsverband Rettungsdienst
Der Deutsche Berufsverband Rettungsdienst (DBRD) ist ein Berufsverband des deutschen Rettungsfachpersonals. Der eingetragene Verein hat seinen Sitz in Lübeck.

## Geschichte
Der Deutsche Berufsverband Rettungsdienst wurde am 21. November 2006 in Hamburg gegründet. Die Gründung verfolgte zwei Ziele: die Interessen des Rettungsfachpersonals (Notfallsanitäter, Rettungssanitäter, Rettungsassistenten) zu vertreten und die präklinische Versorgung der Patienten zu verbessern. Der DBRD war der zweite Verband für diese Berufsgruppe neben dem bereits existierenden Berufsverband für den Rettungsdienst (BVRD).
Auf Bestreben des DBRD fand im Juli 2007 die konstituierende Sitzung des deutschen Leitungsgremiums des internationalen Traumaversorgungssystems PHTLS (Pre Hospital Trauma Life Support) statt, das seither angegliedert an den DBRD auch in Deutschland Kurse anbietet. Der DBRD führte im Oktober 2010 auch das internationale Kurskonzept Advanced Medical Life Support (AMLS) in Deutschland ein.
Die Fachzeitschrift Emergency aus dem Verlag Elsevier ist seit 2020 das Verbandsorgan des DBRD. Als früheres Verbandsorgan diente Notfall+Rettungsmedizin seit November 2011.

## Organe des Vereins
Der Verein hat drei Organe:
- Vorstand (3 Mitglieder)
- Beirat (3 bis 7 Mitglieder)
- Mitgliederversammlung

Der Vorstand bestand von November 2020 bis 30. Juni 2024 aus Marco K. König,  Frank Flake (2. Vorsitzender) und Martin Großmann (3. Vorsitzender). Der erste Vorsitzende König legte sein Amt vorzeitig nieder. Bis zu den Neuwahlen im September 2024 wird der DBRD durch Flake und Großmann vertreten.
Ein ärztlicher Beirat berät den Vorstand in medizinischen Fragen.
Die Zahl der Mitglieder lag im Jahr 2020 erstmals über 10.000.

## Leistungen und berufspolitische Arbeit
Seinen Mitgliedern bietet der Berufsverband u. a. beruflichen Rechtsschutz, Versicherungsleistungen und Fortbildungskurse an. Außerdem gibt er einen Berufsausweis aus, mit dem Mitglieder ihre Tätigkeit im Rettungsdienst nachweisen können.
In öffentlichen Stellungnahmen setzt sich der DBRD für die Belange des Rettungsfachpersonals ein.
Der DBRD arbeitet in Gremien, bei Fachkongressen und Fortbildungsveranstaltungen mit. So war er beispielsweise Mitglied im Fachbeirat für den Aufbau eines elektronischen Gesundheitsberuferegisters (eGBR) und bis zum Abschluss der Vorarbeiten in der Expertengruppe zur Novellierung des Rettungsassistentengesetzes am Bundesministerium für Gesundheit.
Kritik am DBRD gab es im Mai 2018, als der Verband bayerischen Rettungsdienstmitarbeitern empfahl, „sicherheitshalber“ zu jeder invasiven Maßnahme einen Notarzt hinzuzurufen.